# جان بینگهام
جان آرمور بینگهام (John Armor Bingham)‏ (۲۱ ژانویه ۱۸۱۵–۱۹ مارس ۱۹۰۰)، از سیاستمداران آمریکایی بود که به عنوان نماینده حزب جمهوری‌خواه در مجلس از ایالت اوهایو و همچنین سفیر ایالات متحده آمریکا در ژاپن خدمت کرد. هنگامی که نماینده کنگره بود، در جریان دادرسی پرونده ترور آبراهام لینکلن در سمت معاون دادستان کل ارتش و همچنین در جلسه استیضاح اندرو جانسون، رئیس‌جمهور، در مقام دادستان حضور داشت. به علاوه، نقش اصلی در تدوین متمم چهاردهم قانون اساسی آمریکا بر عهده وی بود.

## اوایل زندگی و تحصیلات
او در شهرستان مِرسر از توابع پنسیلوانیا به دنیا آمد؛ پدرش، هیو که به حرفه بنایی و نجاری اشتغال داشت بلافاصله پس از اتمام دوران خدمتش در جنگ ۱۸۱۲ به آنجا نقل‌مکان کرده بود. بینگهام در مدارس دولتی همان شهرستان به تحصیل پرداخت. در پی درگذشت مادرش در سال ۱۸۲۷، پدرش بار دیگر ازدواج کرد. جان پس از مشاجره با نامادریش به سمت غرب و ایالت اوهایو رفت تا با عموی تاجرش، توماس، زندگی کند. او به مدت دو سال در یک چاپخانه شاگردی کرد و طی این مدت در انتشار «لومینری» که یک روزنامه ضد-فراماسونری بود، یاری رساند. سپس به پنسیلوانیا بازگشت تا در کالج مرسر درس بخواند و بعد از آن برای تحصیل حقوق به کالج فرانکلین در نیو آتن واقع در شهرستان هریسون ایالت اوهایو رفت. در آنجا بود که با تیتوبَسفیلد زمانی برده بود، طرح رفاقت ریخت. بسفیلد نخستین آفریقایی - آمریکایی بود که از کالجی در اوهایو فارغ‌التحصیل می‌شد. این دو تا سالیان متمادی با یکدیگر نامه‌نگاری داشتند.
هیو و توماس بینگهام در تمام طول عمرشان مخالف برده‌داری و از فعالان سیاسی محلی بودند. آنها نخست به حزب ضد ماسونی پیوستند که رهبری آن در ایالت پنسیلوانیا بر عهده فرماندار جوزف ریتنر و نماینده مجلسی به نام تادئوس استیونز بود. هیو ابتدا منشی دادگاه شهرستان مرسر و بعدها به یکی از نامزدهای همیشگی حزب ویگ در این شهرستان تبدیل شد که مخالفتش با جنگ علیه مکزیک مشهور بود. متیو سیمپسون، رفیق دیرینه بینگهام که سابقه دوستی آنها به دوران کودکی‌شان بازمی‌گشت؛ اسقف کلیسای اسقفی متدیست شد و از رئیس‌جمهور لینکلن درخواست کرد تا اعلامیه آزادی بردگان را صادر نماید. در پی ترور لینکلن، نطق آیین تدفین او در کاخ سفید و همچنین مراسم خاکسپاریش در اسپرینگ‌فیلد ایلینوی توسط سیمپسون ایراد شد.
بینگهام در سال ۱۸۴۴ با دختر عمو توماس، آماندا بیلی بینگهام، ازدواج کرد. حاصل ۴۱ سال زندگی مشترک آنها سه دختر بود که دو فرزندشان بعد از مرگ والدین همچنان در قید حیات بودند و یکی از آنها در پیتزبورگ درگذشت، آن همزمانی که بینگهام در ژاپن مشغول خدمت بود.

## حرفه

### نخستین حرفه حقوقی
بینگهام پس از فارغ‌التحصیلی به مرسر در پنسیلوانیا بازگشت تا در معیت جان‌جیمز پیرسون و ویلیام استوارت به تحصیل حقوق بپردازد. وی در ۲۵ مارس ۱۸۴۰ به عضویت کانون وکلای پنسیلوانیا درآمد و در پایان همان سال نیز عضو کانون وکلای اوهایو شد. سپس به کادیز دراوهایو عزیمت کرد تا در زمینه حقوق و سیاست کار خود را آغاز کند. او به عنوان یکی از اعضای فعال حزب ویگ، در مبارزات انتخاباتی از رئیس‌جمهور ویلیام هنری هریسون حمایت کرد. عمویش، توماس که از جمله پیروان برجسته پرسبیتری آن شهرستان به‌شمار می‌رفت، طی سال‌های ۱۸۲۵ تا ۱۸۳۹ در دادگاه عمومی شهرستان هریسون به عنوان دستیار قاضی مشغول به کار بود. حوزه فعالیت بینگهام، این وکیل جوان تا توسکاراواس و مرکز این ناحیه یعنی فیلادلفیای نو گسترش یافت. در سال ۱۸۴۶، بینگهام برای نخستین بار در انتخابات دادستان ناحیه‌ای توسکاراواس پیروز شد و از سال ۱۸۴۶ تا ۱۸۴۹ در این سمت مشغول کار بود.

### منصب سیاسی اولیه
علی‌رغم افول حزب ویگ، فعالیت‌های سیاسی بینگهام ادامه پیدا کرد. او به عنوان نامزد حزب اپوزیسیون در رقابت‌های انتخاباتی شرکت کرد و از حوزه انتخابیه بیست‌ویکم به سی‌و چهارمین دوره کنگره راه یافت. در واشینگتن‌دی. سی او و جاشوا گیدینگ در یک اقامتگاه سکونت داشتند. جاشوا همکار او، نماینده اوهایو و همچنین از چهره‌های شاخص حامی لغو برده‌داری بود که بینگهام او را بسیار تحسین می‌کرد. رأی‌دهندگان در دوره‌های سی‌وپنجم، سی‌وششم و سی‌وهفتم کنگره نیز بار دیگر او را که از جمهوری‌خواهان بود، برگزیدند. با این حال این ناحیه یکی از دو منطقه‌ای بود که پس از سرشماری سال ۱۸۶۰ در تقسیم‌بندی‌های جدید حذف شد. پس از آن بینگهام به نمایندگی از ناحیه شانزده در انتخابات شرکت کرد. او که با دیدگاه‌های ضدبرده‌داری شناخته می‌شد، رقابت را به نامزد دموکرات‌ها یعنی جوزف دبلیو. وایت واگذار کرد و بدین‌ترتیب از راهیابی به دوره سی‌و هشتم کنگره بازماند. در واقع بخشی از این شکست به این دلیل بود که سربازان اتحادیه (که عمدتاً به جمهوری‌خواهان گرایش داشتند) به واسطه جنگ از خانه و سرزمین‌شان دور بودند و امکان اخذ رأی آنها از طریق پُست نیز وجود نداشت. با این حال، مجلس نمایندگان، وی را به عنوان یکی از مسئولان ارشد در روند استیضاح ست هیوزهامفری منصوب کرد.
در خلال جنگ داخلی، بینگهام با قدرت، حمایت خود را نثار اتحادیه (ایالت‌های شمال) کرد تا جاییکه از وی به عنوان یک جمهوری‌خواه افراطی یاد می‌شد. رئیس‌جمهور آبراهام لینکلن او را در مدتی که در کنگره حضور نداشت با درجه سرگردی به سمت دادستان ارتش اتحادیه منصوب کرد، به علاوه بینگهام در سال ۱۸۶۵ برای مدت کوتاهی در دادگاه مطالبات مشاور حقوقی بود. مسئولیت‌های بینگهام در مقام دادستان ارتش از این نظر شاخص بود که او در سه محاکمه نظامی مهم، دادستان یا داور استیناف بود. او بر ابعاد مهم محاکمه ژنرال فیتز جان پورتر در سال ۱۸۶۳، ویلیام هاموند، رئیس بهداری ارتش، در سال ۱۸۶۴ و دادگاه هیئت نظامی توطئه‌گران ترور لینکلن در سال ۱۸۶۴ نظارت داشت.
بینگهام در دور بعدی انتخابات کنگره، وایت را شکست داد (در آن هنگام قوانین ایالت اوهایو تغییر کرده بود و و متعاقب آن سربازان این اجازه را یافتند تا از راه دور و از طریق پُست رأی بدهند) و سپس بازگشت تا در دوره سی‌ونهم کنگره که اولین جلسه آن در تاریخ ۴ مارس ۱۸۶۵ تشکیل شد، حضور یابد.

### مناصب بعدی در کنگره
بینگهام در مقام نماینده مجلس به کار خود ادامه داد و باز هم در دوره‌های چهل، چهل‌و یک و چهل‌ودو کنگره انتخاب شد. وی طی سال‌های ۱۸۶۷ تا ۱۸۶۹ رئیس کمیته رسیدگی به دعاوی و از سال ۱۸۶۹ تا ۱۸۷۳ عضو کمیته قضایی بود.
در سال ۱۸۶۸، بینگهام یکی از مسئولان ارشد مجلس نمایندگان بود که دراستیضاح رئیس‌جمهور اندرو جانسون دست داشت. بینگهام همچنین در جریان رسوایی شرکت Credit Mobilier حضور داشت و در سال ۱۸۷۲ در انتخابات شکست خورد. در واقع ماجرا از این قرار بود که سه نفر از رؤسای منطقه‌ای حزب جمهوری‌خواه با یکدیگر توافق کردند تا بینگهام را کنار بگذارند و به جای او لورنزو دانفورد را به عنوان نامزد حزب معرفی کنند. بدین‌ترتیب، دانفورد به نمایندگی از ناحیه شانزده در کنگره چهل‌وسوم شرکت کرد و چندین مرتبه دیگر نیز به تناوب به عنوان نماینده کنگره انتخاب شد.

## سال‌های واپسین زندگی و مرگ
بینگهام در سال ۱۸۸۸ به عنوان نماینده در کنوانسیون ملی جمهوری‌خواهان شرکت کرد. در سال‌های پایانی حیاتش، روزنامه‌نگاران به‌طور مرتب با او درخصوص موضوعات متنوعی از قبیل رویدادهای جاری ژاپن و انتصاب جورج آرمسترانگ کاستر در آکادمی نظامی ایالات متحده آمریکا در سال ۱۸۵۷ که توسط او صورت گرفته بود، مصاحبه می‌کردند. جان بینگهام در ۱۹ مارس سال ۱۹۰۰ و درست نُه سال پس از مرگ همسرش آماندا، در کادیز درگذشت. او را در گورستان قدیمی کادیز (اتحادیه) و در جوار همسرش به خاک سپردند.

## میراث
در سال ۱۹۰۱، مسئولان شهرستان هریسون به افتخار بینگهام اقدام به نصب یک مجسمه برنزی در کادیز نمودند.
هم‌اکنون منزل شخصی بینگهام اکنون مقر جمهوری‌خواهان شهرستان مرسر است.